# Biljana Srbljanović
Biljana Srbljanović (sr [bǐʎana sr̩bʎǎːnoʋitɕ]; sârbă Биљана Србљановић; n. 15 octombrie 1970, Stockholm, Suedia) este o dramaturgă din Serbia.
A scris unsprezece piese de teatru și un scenariu TV pentru serialul Otvorena vrata, difuzate de Radio Televiziunea Sârbă la mijlocul anilor 1990. Piesele ei au fost puse în scenă în aproximativ 50 de țări printre care și România. Srbljanović este, de asemenea, lector fără normă întreagă la Facultatea de Arte Dramatice din Belgrad. La 1 decembrie 1999 a devenit primul scriitor străin care a primit premiul Ernst Toller. Ea a primit diverse premii teatrale, inclusiv Premiul Slobodan Selenić, Premiul Osvajanje Slobode, Premiul Orașului Belgrad, Statueta lui Joakim Vujić și Premiul Sterija.

## Tinerețe
Srbljanović s-a născut la 15 octombrie 1970 la Stockholm ca fiică a unui membru al personalului diplomatic al ambasadei iugoslave. În 2010, a susținut un discurs la Akademietheater din Viena, unde l-a descris pe tatăl ei ca fiind emigrant, dar aceste informații sunt mai mult decât discutabile, având în vedere că a fost un membru și un reprezentant politic al unei ambasade. Indicația greșită a Belgradului ca loc de naștere a fost evident făcută publică de ea însăși la începutul carierei sale. Aceste informații false apar adesea în unele biografii online despre persoana ei.

## Cariera de scriitor
Srbljanović a obținut diploma de dramaturgie în 1995 la Facultatea de Arte Dramatice din Belgrad. Prima piesă pe care a scris-o, Beogradska trilogija (Trilogia Belgrădeană), a avut premiera în 1997 la Belgrad, Serbia la Teatrul Dramatic Iugoslav. După succesul ei uriaș, piesa a fost pusă în scenă în multe alte țări, inclusiv în Italia, Germania, Austria, Elveția, Belgia, Anglia și în țările scandinave.
În aprilie 1998, a doua sa piesă, Porodične priče (Povești de familie), a fost scrisă la Belgrad și a fost pusă în scenă la Atelje 212. A câștigat Premiul pentru cea mai bună piesă nouă la festivalul de teatru din Novi Sad, Serbia și a fost ulterior pusă în scenă în Germania, Polonia, România (la Teatrul Odeon), Slovenia, Statele Unite, Elveția, Olanda, Franța și în alte părți ale lumii.
În decembrie 1999, Srbljanović a finalizat The Fall, care a avut premiera în iulie 2000 la Festivalul de Teatru Orășenesc din Budva, Muntenegru. Din cauza lipsei de interes a publicului spectator, piesa a fost scoasă rapid din programul teatrelor din Belgrad.
Tânăra artistă poate fi văzută și în filmul sârb Țara adevărului, dragostei și libertății (Zemlja istine ljubavi i slobode) ca actriță într-un rol principal. 
Premiera piesei Supermarket, cea de-a patra piesă a sa, a avut loc în mai 2001 la Festivalul de la Viena, Austria. Este încă pusă în scenă în multe țări europene.
La sfârșitul anului 2003, Srbljanović a finalizat a cincea piesă, America, partea a doua. Aceasta a devenit cea mai populară piesă în Serbia în 2003 și 2004.
Următoarea piesă a lui Srbljanović, Skakavci (Lăcuste), a câștigat Premiul Europa pentru Teatru. În sezonul 2005 - 2006, revista germană de teatru <i>Theater heute</i> a catalogat-o pe Srbljanović ca cel mai bun dramaturg străin al sezonului.
Cea mai recentă piesă a sa, Mali mi je ovaj grob (Acest mormânt este mic pentru mine, 2013), se concentrează asupra asasinului Gavrilo Princip și a asociaților săi în săptămânile care au dus la uciderea arhiducelui Franz Ferdinand în 1914. Asasinatul a jucat un rol major în evenimentele mondiale și a dus la izbucnirea primului război mondial. Multe detalii istorice au fost schimbate în acestă piesă. Piesa a avut premiera la Schauspielhaus din Viena în octombrie 2013. A primit reacții favorabile din partea mulțimilor din diferite orașe în care a fost interpretată, inclusiv Berlin și Belgrad.

## Carieră politică
În 2007, Srbljanović s-a alăturat Partidului Liberal Democrat (LDP), fiind membru și al consiliului politic al partidului. Srbljanović a fost candidatul LDP la funcția de primar al Belgradului la alegerile locale sârbe din 2008. Ea s-a distanțat de partid după aceste alegeri.

## Opinii politice și vederi
Srbljanović este de zeci de ani o figură publică în Serbia.
La sfârșitul anilor 1980 și începutul anilor 1990, în timpul universității, Srbljanović a fost prietenă apropiată a Isidorei Bjelica și scria pentru revista de dreapta Pogledi.
La mijlocul anilor 1990, opiniile politice ale Srbljanović s-au îndreptat spre stânga, când a început să se opună politicilor acerbe ale lui Slobodan Milošević, precum și opiniilor susținute de indivizi și partide din opoziția politică sârbă din partea dreaptă a spectrului politic. În 1997, ca una dintre invitații prezentatoarei TV Olja Bećković la programul de discuții Utisak nedelje de pe Studio B, Srbljanović a vorbit contra fostului ei redactor-șef de la Pogledi, Miloslav Samardžić, cu privire la problema magnatului american George Soros care a injectat fonduri în pro-occidentale în mass-media sârbă, în principal în B92.
Chiar și după răsturnarea de la putere din 5 octombrie 2000 din Serbia, ea a continuat să respingă ceea ce a considerat a fi „iresponsabilitatea elitei politice din Serbia”, „naționalismul violent sârb” și „cultura violenței și excluderii în viața cotidiană sârbă”.
Din mai 2006 până în februarie 2009, ea și-a menținut propriul blog pe site-ul B92.net unde, printre altele, a criticat frecvent diferite persoane, în special politicieni sârbi și alte personalități publice care au afișat opinii politice împotriva cărora se opune, cum ar fi Nebojša Krstić, consilier al președintelui sârb Boris Tadić.
În 2010, Srbljanović și-a deschis un cont Twitter, unde a continuat să comenteze politica sârbească. La sfârșitul verii 2011, a intrat în mai multe schimburi aprinse cu purtătoarea de cuvânt a Partidului Democrat (DS), Jelena Trivan.
Artista este semnatară a Declarației privind limba comună a croaților, sârbilor, bosniacilor și muntenegrenilor în cadrul proiectului Limbi și naționalisme (Jezici i nacionalzmi). Declarația este împotriva separării politice a patru variante standard a limbii sârbocroate care duce la o serie de fenomene sociale, culturale și politice negative în care exprimarea lingvistică este pusă în aplicare ca un criteriu de apartenență etno-națională și ca mijloc de loialitate politică în statele succesoare din Iugoslavia.

## Controverse

### Acuzații de calomnie
În martie 2001, Srbljanović a fost dată în judecată pentru calomnie de către regizorul de film Emir Kusturica, după ce în revista Vreme l-a catalogat pe regizor drept „profitorul imoral al lui Milošević”, acuzându-l de „colaborare directă cu Regimul [Milošević] prin Milorad Vučelić [prietenul lui Kusturica și directorul general al televiziunii sârbe de stat (RTS)]" pe baza afirmației sale că filmul Underground al lui Kusturica din 1995 a fost „finanțat în cea mai mare parte de RTS, televiziune controlată de Milošević”. Șase luni mai târziu, în septembrie 2001, chiar înainte de prima întâlnire în instanță, revista Vreme a organizat o încercare de mediere între cele două părți, Kusturica și Srbljanović, care s-au întâlnit față în față în birourile revistei. La întâlnire, Kusturica și-ar fi exprimat dorința de a renunța la proces dacă Srbljanović și-ar cere scuze publice, lucru pe care Srbljanović l-a refuzat. A doua zi, la prima  întâlnire în instanță, Srbljanović a respins din nou oferta de a-și cere scuze publice.
În decembrie 2003, la doi ani și jumătate de la deschiderea cazului, o instanță municipală (opštinski sud) din Belgrad a decis în favoarea lui Kusturica, deoarece afirmațiile lui Srbljanović nu puteau rezista unui control mai atent, după ce avocatul lui Kusturica, Branislav Tapušković, a furnizat o documentație completă a producătorilor și finanțatorilor filmului Underground, lucru care a demonstrat că finanțarea a provenit în mare parte de la mai multe companii de producție din Franța.

### Altele
În iulie 2007, Srbljanovic a criticat jucătorul de baschet Milan Gurović pe blogul său, referindu-se la el ca la „idiotul tatuat“, pentru că a avut un tatuaj cu liderul cetnicilor din al doilea război mondial Draža Mihailović pe brațul său.
În plus, Srbljanović a stârnit controverse cu tweet-ul său din 18 februarie 2012 referitor la știrea despre fostul ministru sârb de interne Dragan Jočić căruia i s-au mărit numărul de agenți de securitate din partea poliției în urma arestării unui personaj al criminalității organizate, Luka Bojović⁠(sr)[traduceți]. Srbljanović a batjocorit faptul că Jočić are un handicap fizic încă de la accidentul său de mașină din 2008 („De ce [este păzit suplimentar]? El nu va fugi!”).
Srbljanović a declanșat un torent de sentimente negative din partea publicului larg din Serbia, după ce a făcut o glumă incomodă pe Twitter în timpul inundațiilor catastrofale din mai 2014. Tweetul ei în sârbă afirma; „Scuzați-mă că nu am milă pentru așa ceva, dar mai aveți 10 minute să înotați în galerie pentru a promova cartea Tomato”. O mulțime de tweets, postări pe Facebook au condamnat rapid postarea, iar contul ei de Twitter @leyakeller a devenit indisponibil nu după mult timp.
În ianuarie 2019, Srbljanović a intrat într-un schimb online vicios cu actorul și proaspăt numitul lider al Mișcării Cetățenilor Liberi (PSG), Sergej Trifunović, cu care a colaborate anterior pe plan profesional și au fost colegi la Universitatea de Arte, la Facultatea de Arte Dramatice (FDU). Provocată de tweet-ul lui Trifunović despre părerile sale de dreapta de la începutul anilor 1990 și activismul său politic, Srbljanović a lansat o tiradă obscenă, plină de insulte, pe contul ei de Facebook, denunțând moralitatea, profesionalismul, igiena personală a lui Trifunović și acuzându-l că este responsabil de uciderea lui Zoran Đinđić. Actrița și producătorul de film sârb Bojana Maljević⁠(sr)[traduceți], care a avut, de asemenea, o istorie profesională anterioară cu Srbljanović, a susținut veridicitatea evenimentului menționat de Trifunović în tweet-ul său original.

## Viață personală
În 2006, Srbljanović s-a căsătorit cu Gabriel Keller, fost ambasador al Franței în Serbia. Cuplul a divorțat în 2014. Srbljanović este rudă cu Radovan Karadžić, conducătorul politic al sârbilor bosniaci în perioada războiului din Bosnia (când a avut loc Masacrul de la Srebrenica), condamnat la 40 de ani de închisoare de tribunalul internațional de la Haga.

### Arest pentru posesie de droguri
Srbljanović a fost reținută de poliție la 1 decembrie 2011 în timp ce a cumpărat cocaină, la Belgrad, de la un traficant de droguri în vârstă de douăzeci și șapte de ani, Miloš "Šone" Stanojčić; ulterior a fost citată pentru deținere de substanțe ilegale. Potrivit poliției sârbe, ea a cumpărat droguri de două ori, plătind de fiecare dată 60 de euro. Srbljanović a evitat închisoarea, la sfârșitul lunii martie 2012, acceptând să doneze 200.000 de dinari în scopuri caritabile și să depună mărturie împotriva traficantului de droguri care i-a vândut drogurile.